# پرشتین
پرشتین (به چکی: Perštejn) یک منطقهٔ مسکونی در جمهوری چک است که در ناحیه خوموتوو واقع شده‌است. پرشتین ۲۰٫۵۸ کیلومتر مربع مساحت و ۱٬۰۵۱ نفر جمعیت دارد و ۳۶۵ متر بالاتر از سطح دریا واقع شده‌است.